# تداخل سنج ویرگو
تداخل سنج ویرگو (به انگلیسی: VIRGO interferometer) نام یک آشکارساز امواج گرانشی واقع در ایتالیا می باشد. این آشکارساز کار خود را از سال ۲۰۰۷ آغاز نموده است. ویرگو در درون سایت رصدخانه گرانشی اروپا در کاشینای ایتالیا قرار گرفته است.